# Адміністративний поділ Коморських Островів
Коморські Острови фактично включають 3 автономні регіони (автономні острови), які відповідають найбільшим островам. До їх складу входять 16 префектур.
| Автономний регіон | попередня назва | Адміністративний центр | Площа, км²    | Населення, чол. (2012) | Щільність, чол./км² | Кількість префектур |
| ----------------- | --------------- | ---------------------- | ------------- | ---------------------- | ------------------- | --- |
| Нгазіджа          | Великий Комор   | Мороні                 | 1148          | 369 600                | 275,78              | 8 (Мороні-Бамбао, Амбу, Західний Мбаджині, Східний Мбаджині, Оічілі-Дімані, Амахамет-Мбоінку, Міцаміулі-Мбуде, Іцандра-Аманву) |
| Анжуан            | Ндзувані        | Муцамуду               | 424           | 306 800                | 654,48              | 5 (Муцамуду, Уані, Домоні, Мремані, Сіма)                                                                                      |
| Мвалі             | Мохелі          | Фомбоні                | 290           | 47 900                 | 131,03              | 3 (Фомбоні, Ніумашуа, Джандо)                                                                                                  |
| Маоре             | Майотта         | Дзаудзі                | 376           | (212 645)              | (565,55)            | |
| Всього            |                 |                        | 1 862 (2 235) | 724 300 (936 900)      | 339,47 (419,19)     | 16 (…) |

Коморські Острови висувають претензії на острів Майотта, що є заморською територією Франції за законами останньої. Згідно з чинною Конституцією Коморських Островів, прийнятої на референдумі в 2001 році, Союз Коморських Островів складається з 4-х автономних островів, включаючи острів Маорі (Майотта).